# Homens da Luta
Homens da Luta (пер. с порт.  Люди борьбы) — пародийный музыкальный дуэт из Португалии. В состав группы входят братья Васко и Нуно «Jel» Дуарте (порт. Vasco e Nuno Duarte). Коллектив известен в Португалии в основном благодаря многочисленным комедийным сценкам, устраиваемых ими, в которых высмеиваются звёзды португальской эстрады, а также благодаря использованию образов, отсылающих к периоду Революции гвоздик.
В 2010 Homens da Luta участвовали в национальном отборочном конкурсе на Евровидение (Festival RTP da Canção), но были дисквалифицированы. Но уже в следующем году группа получила право представить Португалию на Евровидении 2011 с песней A Luta é Alegria («Радость борьбы»). Песня была исполнена в первом полуфинале, не была квалифицирована до финала.

## Дискография
- A cantiga é uma arma (2010)